# قرار مجلس الأمن التابع للأمم المتحدة رقم 87
قرار مجلس الأمن التابع للأمم المتحدة رقم 87، المعتمد في 29 سبتمبر 1950، بالنظر إلى أنه من واجبه التحقيق في أي حالة من المحتمل أن تؤدي إلى احتكاك دولي، قرر المجلس أنه سيرد على إعلانات جمهورية الصين الشعبية بشأن الغزو المسلح لجزيرة تايوان بعد 15 أكتوبر 1950 عندما يحضر ممثلون من جمهورية الصين الشعبية و وجمهورية الصين.
وقد اتخذ القرار بأغلبية 7 أصوات، حيث صوتت جمهورية الصين وكوبا والولايات المتحدة ضد، وامتناع مصر عن التصويت.